# 2012年女子曲棍球冠军杯
2012年女子曲棍球冠军杯，为第20届女子曲棍球冠军杯，于2012年1月28日至2月5日在阿根廷罗萨里奥市举办。阿根廷队获得冠军，英国队获得亚军，荷兰队获得季军。

## 参赛球队
- 荷兰 (卫冕冠军)
- 阿根廷 (东道主)
- 新西兰 (2011年季军)
- 韩国 (2011年第4名)
- 英国 (2011年第5名)
- 日本 (2011年冠军挑战赛冠军)
- 中国 (国际曲联提名)
- 德国 (国际曲联提名)

## 最终排名
1. 阿根廷
2. 英国
3. 荷兰
4. 德国
5. 日本
6. 新西兰
7. 韩国
8. 中国